# Червонополянский сельский совет (Горностаевский район)
Червонополянский сельский совет (укр. Червонополянська сільська рада) — входит в состав
Горностаевского района
Херсонской области
Украины.
Административный центр сельского совета находится в 
с. Червоная Поляна
.

## История
- 1921 — дата образования.

## Населённые пункты совета
- с. Червоная Поляна
- с. Старолукьяновка